# Jeff Healey

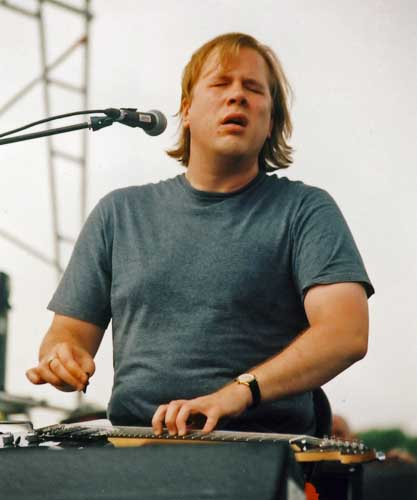
Jeff Healey beim Long Beach Blues Festival (2002)

Norman Jeffrey „Jeff“ Healey (* 25. März 1966 in Toronto, Ontario; † 2. März 2008 ebenda) war ein kanadischer Blues-, Rock- und Jazzgitarrist, Trompeter und Sänger.

## Leben und Karriere
Als Einjähriger erblindete Healey an einem Retinoblastom (bösartiger Netzhauttumor). Zwei Jahre später bekam er seine erste Gitarre, die er auf ungewöhnliche Weise spielte: Healey musizierte meist sitzend, wobei er sich das Instrument flach auf seine Oberschenkel legte und die Gitarre wie eine Zither behandelte. Mit sechs Jahren trat Healey erstmals öffentlich auf. Als er Teenager wurde, hatte er bereits in zahlreichen Bands verschiedenster Genres gespielt. In Brantford (Kanada) besuchte Healey eine Blindenschule, in deren Jazzband er Gitarre und Trompete spielte. Bereits mit vierzehn Jahren hatte er eine eigene Radioshow, in der er aus seiner 25.000 Tonträger starken Plattensammlung Songs auswählte. Später gründete er das Bluesunternehmen Blue Directions.
1985 lud sein Idol Albert Collins Healey zu einer Session und einem Auftritt mit Stevie Ray Vaughan ein; 1986 spielte er mit B. B. King. Durch solche Auftritte wurde er in Blueskreisen bekannt. Während dieser Zeit trafen sich sonntagnachts viele Rockgrößen Nordamerikas in Grossman’s Tavern in Toronto zu Jamsessions. Healey spielte dort unter anderem mit Robbie Robertson, der Downchild Blues Band, Stevie Ray Vaughan und Bob Dylan. Bei solchen Sessions lernte Healey auch den Bassisten Joe Rockman und den Drummer Tom Stephen kennen, mit denen er 1986 die Jeff Healey Band gründete. Die Band spielte vornehmlich einen traditionsbewussten Bluesrock, der bei der Kritik sehr gut ankam. Healeys Liveauftritte waren beliebt, da er dabei die Gitarre u. a. mit den Zähnen, über Kopf oder hinter dem Rücken spielte.
Auch in den Jahren vor seinem Tod war Jeff Healey auf Tour – mit dem Projekt Jeff Healey & The Jazz Wizards, bei dem er sich als Trompeter profilierte. Eine Jazzplatte erschien unter dem Titel It’s Tight Like That.
Sein letztes Bluesalbum Mess Of Blues wurde am 20. März 2008 auf dem deutschen Label Ruf Records veröffentlicht.
Am 25. März 2016 erschien anlässlich seines 50. Geburtstags posthum das Album Heal My Soul. Es enthält zwölf bis dahin nicht veröffentlichte Titel.

## Tod
Jeff Healey starb am Abend des 2. März 2008 im Alter von 41 Jahren im Krankenhaus St. Joseph’s Health Centre in seiner Geburtsstadt Toronto an den Folgen des Retinoblastoms. Er litt zeit seines Lebens unter der Erkrankung, sie führte auch zu seiner frühen Erblindung (siehe oben). In Healeys letzten Lebensjahren metastasierte der Tumor in seine Lunge und die Beine. Healey hinterließ eine Ehefrau und zwei Kinder.

## Diskografie

### Studioalben
| Jahr | Titel          | Höchstplatzierung, Gesamtwochen, AuszeichnungChartplatzierungen (Jahr, Titel, Platzierungen, Wochen, Auszeichnungen, Anmerkungen) | Höchstplatzierung, Gesamtwochen, AuszeichnungChartplatzierungen (Jahr, Titel, Platzierungen, Wochen, Auszeichnungen, Anmerkungen) | Höchstplatzierung, Gesamtwochen, AuszeichnungChartplatzierungen (Jahr, Titel, Platzierungen, Wochen, Auszeichnungen, Anmerkungen) | Höchstplatzierung, Gesamtwochen, AuszeichnungChartplatzierungen (Jahr, Titel, Platzierungen, Wochen, Auszeichnungen, Anmerkungen) | Höchstplatzierung, Gesamtwochen, AuszeichnungChartplatzierungen (Jahr, Titel, Platzierungen, Wochen, Auszeichnungen, Anmerkungen) | Anmerkungen                          |
| Jahr | Titel          | DE | AT | CH | UK | US | Anmerkungen                          |
| ---- | -------------- | --- | --- | --- | --- | --- | ------------------------------------ |
| 1988 | See the Light  | DE33 (14 Wo.)DE | — | CH13 (10 Wo.)CH | UK58 Silber · (7 Wo.)UK | US22 Platin · (69 Wo.)US | Erstveröffentlichung: September 1988 |
| 1990 | Hell to Pay    | DE17 (21 Wo.)DE | — | CH10 (14 Wo.)CH | UK18 Silber · (6 Wo.)UK | US27 Gold · (39 Wo.)US | Erstveröffentlichung: Juni 1990      |
| 1992 | Feel This      | DE83 (7 Wo.)DE | — | — | UK72 (1 Wo.)UK | US174 (2 Wo.)US | Erstveröffentlichung: November 1992  |
| 1995 | Cover to Cover | — | — | CH31 (4 Wo.)CH | UK50 (3 Wo.)UK | — | Erstveröffentlichung: März 1995      |
| 2000 | Get Me Some    | DE54 (3 Wo.)DE | — | — | — | — | Erstveröffentlichung: Juli 2000      |

Weitere Alben
- 1993: Live in Belgium
- 1998: The Very Best of
- 1999: Master Hits
- 2002: Among Friends
- 2003: Live at Healey’s
- 2004: The Platinum and Gold Collection
- 2004: Adventures in Jazzland
- 2005: Live at Montreux 1999
- 2006: It’s Tight Like That
- 2008: Super Hits
- 2008: Mess of Blues
- 2009: Legacy, Volume 1
- 2009: Songs From The Road
- 2010: Last Call
- 2011: Live at Grossman’s 1994
- 2013: As The Years Go Passing By: Live in Germany
- 2013: House on Fire – Demos & Rarities
- 2013: Live From NYC
- 2016: Heal My Soul
- 2017: Holding On
- 2024: Roadhouse - The Lost Soundtrack

### Singles
| Jahr | Titel Album                                                   | Höchstplatzierung, Gesamtwochen, AuszeichnungChartplatzierungen (Jahr, Titel, Album, Platzierungen, Wochen, Auszeichnungen, Anmerkungen) | Höchstplatzierung, Gesamtwochen, AuszeichnungChartplatzierungen (Jahr, Titel, Album, Platzierungen, Wochen, Auszeichnungen, Anmerkungen) | Höchstplatzierung, Gesamtwochen, AuszeichnungChartplatzierungen (Jahr, Titel, Album, Platzierungen, Wochen, Auszeichnungen, Anmerkungen) | Höchstplatzierung, Gesamtwochen, AuszeichnungChartplatzierungen (Jahr, Titel, Album, Platzierungen, Wochen, Auszeichnungen, Anmerkungen) | Höchstplatzierung, Gesamtwochen, AuszeichnungChartplatzierungen (Jahr, Titel, Album, Platzierungen, Wochen, Auszeichnungen, Anmerkungen) | Anmerkungen                         |
| Jahr | Titel Album                                                   | DE | AT | CH | UK | US | Anmerkungen                         |
| ---- | ------------------------------------------------------------- | --- | --- | --- | --- | --- | ----------------------------------- |
| 1989 | Confidence Man See the Light                                  | — | — | — | UK76 (3 Wo.)UK | — | Erstveröffentlichung: Januar 1989   |
| 1989 | Angel Eyes See the Light                                      | — | — | — | UK86 (3 Wo.)UK | US5 (22 Wo.)US | Erstveröffentlichung: April 1989    |
| 1989 | When the Night Comes Falling From the Sky Road House (O.S.T.) | — | — | — | UK99 (1 Wo.)UK | — | Erstveröffentlichung: Dezember 1989 |
| 1990 | While My Guitar Gently Weeps Hell to Pay                      | — | — | — | UK85 (2 Wo.)UK | — | Erstveröffentlichung: Oktober 1990  |
| 1993 | Lost in Your Eyes Feel This                                   | — | — | — | — | US91 (3 Wo.)US | Erstveröffentlichung: April 1993    |
| 1995 | Stuck in the Middle Cover To Cover                            | — | — | — | UK79 (2 Wo.)UK | — | Erstveröffentlichung: April 1995    |

Weitere Singles
- 1989: See the Light
- 1990: I Think I Love You Too Much
- 1990: Full Circle
- 1991: How Much
- 1991: How Long Can a Man Be Strong
- 1992: Cruel Little Number
- 1993: Heart of an Angel
- 1993: Leave the Light On
- 1994: You’re Coming Home
- 1995: I Got a Line on You
- 1995: Angel
- 2000: My Life Story
- 2000: I Tried

### Videoalben
- 1989: Road House
- 1999: Live at Montreux
- 2004: See the Light (BMG)
- 2009: Legacy, Volume 1

## Auszeichnungen für Musikverkäufe
| Goldene Schallplatte - Australien - 2002: für das Album See the Light - Kanada - 2007: für das Videoalbum Live at Montreux Platin-Schallplatte - Kanada - 1993: für das Album Feel This | 2× Platin-Schallplatte - Kanada - 1989: für das Album See the Light 3× Platin-Schallplatte - Kanada - 1993: für das Album Hell to Pay |

Anmerkung: Auszeichnungen in Ländern aus den Charttabellen bzw. Chartboxen sind in ebendiesen zu finden.
| Land/RegionAuszeichnungen für Musikverkäufe (Land/Region, Auszeichnungen, Verkäufe, Quellen) | Silber     | Gold     | Platin     | Verkäufe  | Quellen         |
| -------------------------------------------------------------------------------------------- | ---------- | -------- | ---------- | --------- | --------------- |
| Australien (ARIA)                                                                            | —          | Gold1    | —          | 35.000    | aria.com.au     |
| Kanada (MC)                                                                                  | —          | Gold1    | 6× Platin6 | 605.000   | musiccanada.com |
| Vereinigte Staaten (RIAA)                                                                    | —          | Gold1    | Platin1    | 1.500.000 | riaa.com        |
| Vereinigtes Königreich (BPI)                                                                 | 2× Silber2 | —        | —          | 120.000   | bpi.co.uk       |
| Insgesamt                                                                                    | 2× Silber2 | 3× Gold3 | 7× Platin7 |           |                 |

### Filmografie
- 1989: Road House